# Kraljevstvo Sila
Silla (hangul: 신라) je bilo jedno od Tri Kraljevstva stare Koreje. Silla ja osvojila ostala kraljevstva u sedmom stoljeću: Baekje 660. godine, i Goguryeo 668. godine. Povjesničari često zovu Silu u doba poslije njenog osvajanja ostalih kraljevstava kao Ujedinjena Sila.

## Nastanak Sile
Povjesničari smatraju da je prvi kralj i osnivač Sile bio Bak Hjeokgeos godine 57 pr. Kr. Sigurno je da je već u drugom stoljeću bio jasan savez političkih entiteta u jugoistočnoj Koreji. Kralj Naemul (356. – 402.) uspostavlja monarhiju u kojem je kraljev nasljednik njegov najstariji sin. U šestom stoljeću vojska Sila, pod zapovjedništvom Kim Isabu osvaja Gaja konfederaciju i postaje moćna država.
Država podupire budizam i vjera brzo raste u Sili. Brojni hramovi su sagrađeni u ovo doba, najpoznatiji od njih su kod Hvangjongsa, Pulguksa i Sokurama. Hramovi su bili izgrađeni u tradicionalnom stilu. Kasnije se hramovi prave od kamena umjesto drva.

## Uspon
Kralj Jinheung (540. – 576.) uspostavlja moćnu vojnu silu. Tako u sedmom stoljeću, ulazi u savez s Kineskom dinastijom Tang. Pod vodstvom kralja Mujeola (654. – 661.), osvaja kraljevstvo Baekje 660. godine.
Poznati general Kim Ju-shin (koji je zajedno s kineskim saveznicima osvojio i Baekđe) ne uspijeva osvojiti Gogurjeo u prvom napadu 661. godine, ni drugom 667. Tek 678. godine uspije i Gogurjeo pada Sili. I tako pod vodstvom kralja Munmu (Mujeolov nasljednik), Koreja je prvi put ujedinjena. U sljedećem desetljeću, Sila prekida savez s Kinom i bori se kako bi protjerli Kinesku vojsku s njihovog tla da bi uspostavili ujedinjeno Korejsko kraljevstvo. Ujedinjena Sila je trajala 267 godina. Konačno, osvaja ju kraljevstvo Goryeo pod vodstvom kralja Gjeongsuna 935. godine.

## Značajne činjenice
Glavni grad Silla kraljevstva je bio Gyeongju (慶州). Mnogi Silla hramovi i grobovi se još uvijek mogu naći u centru Gjeongđua. Silla grobovi (za plemstvo) su bili izrađeni od kamena, a okruženi brježuljkom zemlje. Veliki broj predmeta iz doba Sila se mogu naći svuda u Gyeongjuu. Povijesno područje u okolini Gyeongjua nalaszi se od 2000. godine na popisu mjesta svjetske baštine Ujedinjenih naroda.
Brončano zvono od kralja Seongdeoka Odličnog je velika turistička atrakcija. Zvono ima poseban zvuk o kojem postoji i legenda. astronomski opservatorij Čeomseongdae blizu Gjeongđua je poseban za doba u kojem je napravljen. Izgrađen je od 362 cigala, koje predstavljaju 362 dana mjesečevog kalendara.

## Vladari
- Michu od Sille

## Vanjske poveznice
- Narodni muzej Gyeongjua